# محله ابو دیشر
ابو دیشر (به عربی: ابو ديشر) یکی از محله‌های شهر بغداد می‌باشد. این محله در شرق الرشید و جنوب دوره در کنار جاده حله واقع شده‌است.